# Bijlsma Trader 4500
Der Bijlsma Trader 4500 ist ein Küstenmotorschiffstyp der niederländischen Werft Bijlsma Shipyard in Lemmer.

## Geschichte
Drei Einheiten des Bijlsma Trader 4500 wurden 2002 für die irische Reederei Arklow Shipping gebaut. Fünf weitere Einheiten wurden zwischen 2008 und 2011 für niederländische Kapitänsreeder gebaut. Die Schiffe werden von Wagenborg betrieben. Die Kaskos für die von Wagenborg betriebenen Einheiten wurden von anderen Werften zugeliefert. Die beiden für Arklow Shipping bzw. Wagenborg gebauten Serien unterscheiden sich geringfügig. Der Schiffsentwurf stammte vom niederländischen Schiffsarchitekturbüro Conoship International in Groningen.

## Beschreibung
Die für Arklow Shipping gebauten Schiffe werden von einem Viertakt-Sechszylinder-Dieselmotor des Herstellers Caterpillar angetrieben. Die Motoren des Typs MaK 6M25 verfügen über 1.800 kW Leistung und wirken über ein Untersetzungsgetriebe auf einen Verstellpropeller. Die Schiffe erreichen damit 11,5 kn. Für die Stromerzeugung stehen zwei Dieselmotoren des Herstellers Sisu mit jeweils 140 kW Leistung zur Verfügung, die zwei Generatoren des Herstellers Stamford mit jeweils 175 kVA Scheinleistung antreiben. Weiterhin steht ein Wellengenerator mit 435 kVA Scheinleistung zur Verfügung. Die Schiffe sind mit einem Bugstrahlruder mit 260 kW Leistung ausgestattet.
Die von Wagenborg betriebenen Schiffe sind mit einem Viertakt-Sechszylinder-Dieselmotor der Herstellers Wärtsilä ausgerüstet. Die Motoren des Typs 6L26A verfügen über 1.860 kW Leistung. Für die Stromerzeugung stehen zwei Dieselgeneratoren mit jeweils 188 kW Leistung (235 kVA Scheinleistung) sowie ein Wellengenerator mit 312 kW Leistung (390 kVA Scheinleistung) zur Verfügung. Die Schiffe sind mit einem Bugstrahlruder mit 250 kW Leistung ausgestattet.
Das Deckshaus befindet sich im hinteren Bereich der Schiffe. Es bietet Platz für sieben Besatzungsmitglieder. Vor dem Deckshaus befindet sich der Laderaum. Er ist 62,40 m lang und 11,70 m breit, die Luke ist 62,40 m lang und 11,50 m breit. Die Höhe des Raums beträgt 8,43 m. Der Laderaum ist 6.060 m³ groß und größtenteils boxenförmig. In seinem vordersten Bereich verjüngt er sich etwas. Der Laderaum wird mit zehn Stapellukendeckeln verschlossen, die mithilfe eines Lukenwagens bewegt werden können. Die Schiffe sind mit zwei Schotten ausgestattet, mit denen der Laderaum unterteilt werden kann. Die Schotten können bei den für Arklow Shipping gebauten Schiffen an sieben Positionen aufgestellt werden, bei den später gebauten Einheiten sind es sechs. Die Tankdecke kann mit 15 t/m², die Lukendeckel mit 1,6 t/m² belastet werden.
Die Schiffe sind für den Transport von Containern geeignet. Die Kapazität beträgt 106 TEU, davon 68 TEU im Raum und 38 TEU an Deck.

## Schiffe
| Bijlsma Trader 4500 | Bijlsma Trader 4500 | Bijlsma Trader 4500 | Bijlsma Trader 4500 | Bijlsma Trader 4500             | Bijlsma Trader 4500                         |
| Bauname             | Baunummer           | IMO-Nummer          | Ablieferung         | Reederei                        | Spätere Namen und Verbleib                  |
| ------------------- | ------------------- | ------------------- | ------------------- | ------------------------------- | ------------------------------------------- |
| Arklow Rally        | 699                 | 9250414             | 12. April 2002      | Arklow Shipping, Arklow         | 2017: Celtic Freedom, 2023: Rix Baltic      |
| Arklow Rambler      | 700                 | 9250426             | 21. Juni 2002       | Arklow Shipping, Arklow         | 2017: Falksea (Umbau zum Selbstlöscher)     |
| Arklow Ranger       | 701                 | 9250438             | 9. September 2002   | Arklow Shipping, Arklow         | 2017: Famita                                |
| Stroombank          | 707                 | 9356543             | 7. Juli 2009        | Koninklijke Wagenborg, Delfzijl |                                             |
| Noorderkroon        | 736                 | 9356581             | 4. Juli 2008        | Koninklijke Wagenborg, Delfzijl | 2010: Frakt Fjord (Umbau zum Selbstlöscher) |
| Sagasbank           | 737                 | 9369655             | 11. November 2010   | Koninklijke Wagenborg, Delfzijl |                                             |
| Ennio Marnix        | 756                 | 9356567             | 17. März 2011       | Koninklijke Wagenborg, Delfzijl | 2017: Cederborg                             |
| Jetstream           | 757                 | 9356579             | Mai 2010            | Koninklijke Wagenborg, Delfzijl | 2016: Frakt Vik                             |

Die Schiffe fahren bzw. fuhren unter der Flagge der Niederlande.

## Weiteres
Am 26. Januar 2017 wurde mit der Cembrook (IMO-Nr. 9731547) ein Zementfrachter abgeliefert, dessen Rumpf auf dem Schiffstyp basiert. Der Rumpf wurde 2013 auf der tschechischen Werft Nova Ceske Lodenice in Děčín gebaut und über Elbe und Nordsee nach Lemmer geschleppt, wo das Schiff unter der Baunummer 760 fertiggestellt wurde. Zur Erhöhung der Tragfähigkeit wurde der Rumpf gegenüber der Standardversion um 10 Meter auf 99,95 Meter verlängert.